# Županja
Županja (maďarsky Zsupanya) je město ve východní části Chorvatska, ve Vukovarsko-sremské župě, nedaleko hranice s Bosnou a Hercegovinou, na břehu řeky Sávy. V roce 2011 zde žilo 12 090 obyvatel, což činí Županju třetím největším v oblasti. Městem protéká řeka Sáva.

## Historie
Město je poprvé připomínáno roku 1528 na uherské mapě pod názvem Zapanablatia. V chorvatských zdrojích[zdroj?] se často objevuje jako podoba Županje Blato. Osídlení zde vzniklo nejspíše v 15. století. Od roku 1537 do roku 1687 bylo okupováno Turky. Z této doby neexistují žádné písemné záznamy o životě sídla. Administrativně byla součástí náchie se sídlem v obci Ivankovo. Ti byli po druhém obléhání Vídně z Uher vyhnáni a stáhli se za řeku Sávu. Nová hranice se tak nacházela jižně od města.
Vzhledem k obavám z tzv. tureckého nebezpečí byla v novém pohraničí ustanovena tzv. vojenské hranice, jíž byla Županja součástí. V polovině 18. století se sestěhováním menších sídel ustálilo dnešní jádro města. Roku 1764 byl vybudován val na břehu řeky Sávy, který měl zabraňovat častým povodním. V obdobné době bylo také rozhodnuto o regulaci výstavby nových domů podle schváleného plánu.
Na konci 19. století zde žilo 2,8 tisíce obyvatel. Po roce 1881 byla regionálním centrem, sídlem tzv. kotaru, a tento statut vydržel i přes obě světové války až do roku 1955, kdy byla administrativně přičleněna pod město Vinkovci. Od 80. let 19. století zde již stála továrna, což iniciovalo i napojení města na železniční síť tehdejšího Chorvatska a také vedlo k nárůstu počtu obyvatel.
Cukrovar byl budován již za druhé světové války a dokončen v roce 1947. Byla zde také vybudována i mlékárna. U nových továren vznikla i dělnická kolonie. 
V roce 1953 zde bylo zřízeno muzeum a dále také ve stejné dekádě i první městský park.
V roce 1992 získala na základě chorvatského zákona o samosprávě statut města.
Během Chorvatské války za nezávislost probíhaly o Županji těžké boje. 

## Kultura
Na břehu řeky Sávy se nachází Regionální muzeum Stjepana Grubera (chorvatsky Zavičajni muzej).

## Ekonomika
Nachází se zde cukrovar (zabírá severní okraj města) a dále továrna pro zemědělské vybavení.

## Doprava
Županja se nachází v blízkosti významných dopravních tahů, mezi Dálnice A3, která spojuje Záhřeb a Bělehrad a některé regionální silnice, které zajišťují spojení do měst Slavonski Brod, Orašje či Vinkovci. Železniční spojení do Županji je zajištěno prostřednictvím regionální trati, která v tomto městě začíná a vede až do města Vinkovci, kde se napojuje na hlavní trať Záhřeb – Bělehrad. Trať dále na jih dříve pokračovala na území dnešní Bosny a Hercegoviny.